# ハートをつなごう
『ハートをつなごう』は、2006年4月からNHK教育テレビジョン『福祉ネットワーク』の枠内で放送していた福祉情報番組。

## 概要
毎期、福祉に関係して特定のテーマを定め、そのテーマについて集中的に放送する。ビデオリポートと、それを受けてスタジオで討論する形式である。
反響が大きいテーマについては、すぐに続編が組まれる傾向がある。最近では取り上げるテーマも多様化している。
2012年3月1日放送をもって終了し、新番組『ハートネットTV』（2012年4月2日開始）に福祉ネットワーク共々機能統合する。メインキャスターの石田はこの番組のシリーズ「Our Voice」でも続投する。

## これまでに扱ったテーマ
- 強迫性障害
- 発達障害
- 性同一性障害
- 注意欠陥・多動性障害 （ADHD）
- 引きこもり
- シングルマザー
- 児童虐待、児童性的虐待
- ゲイ、レズビアン
- LGBT
- 依存症
- 摂食障害

## 出演者
- 石田衣良
- ソニン
- 桜井洋子（NHKアナウンサー、2007年4月 - ）
- オオヤユウスケ（ナレーター）

### 過去の出演者
- 堀尾正明（当時NHKアナウンサー、2006年4月 - 2007年2月）

## 放送時間
- 本放送：毎月最終月 - 木 20:00 - 20:29
- 再放送：翌週月 - 木 12:00 - 12:29